# سوخت خورشیدی

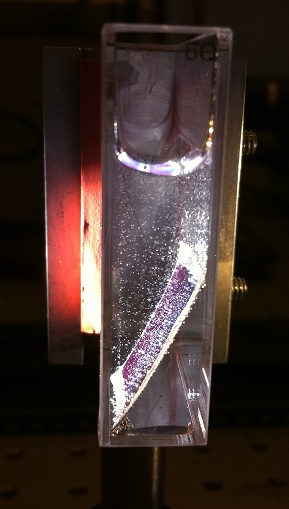
نمونه‌ای از یک سلول فوتوالکتروشیمیایی در یک محیط آزمایشگاهی. کاتالیزورها به سلول افزوده شده و در آب، غوطه‌ور و پوشیده می‌شوند و با نور شبیه‌سازی‌شده‌ای مانند نور خورشید، روشن و شعله‌ور می‌شوند. حباب‌هایی که دیده می‌شوند، اکسیژن (در جلوی سلول تشکیل می‌شود) و هیدروژن (تشکیل‌شده در عقب سلول) هستند.

سوخت خورشیدی یک سوخت شیمیایی مصنوعی و سنتزشده است که به شیوهٔ مستقیم یا غیرمستقیم از انرژی خورشیدی نور خورشید یا گرما و حرارت خورشید، با استفاده از روش‌های فوتوشیمیایی یا زیستی (مانند فوتوسنتز مصنوعی که تا سال ۲۰۱۳ در مقیاس آزمایشی انجام گرفته‌است)، تولید می‌شود. تولید، تهیه و فرآوری سوخت خورشیدی، با هدف تبدیل انرژی خورشیدی به انرژی شیمیایی، از طریق روش‌های مبتنی بر ترموشیمی و الکتروشیمی برای ایجاد واکنش‌های شیمیایی ویژه‌ای انجام می‌شود که با بهره‌گیری از نور و گرمای خورشید، با کاهش پروتون عنصر سنگین‌تر، هیدروژن تولید می‌کنند و یا کربن دی‌اکسید را به ترکیبات آلی تبدیل می‌کنند. کاتالیزگرهای نوری گوناگونی در دست طراحی، توسعه و تهیه هستند که این واکنش‌ها را به شکلی سازگار با محیط زیست ایجاد کنند. انرژی حاصل از سوخت خورشیدی، نمونه‌ای از انرژی تجدیدپذیر است.
تولید سوخت کربن‌خنثی با بهره‌گیری از انرژی تجدیدپذیر خورشیدی را می‌توان نمونه‌ای از تولید سوخت خورشیدی دانست.
تولید فوتوشیمیایی هیدروژن و کاهش فوتوشیمیایی کربن دی اکسید، از جمله فرایندهای تولید سوخت با بهره‌گیری از انرژی خورشیدی هستند.

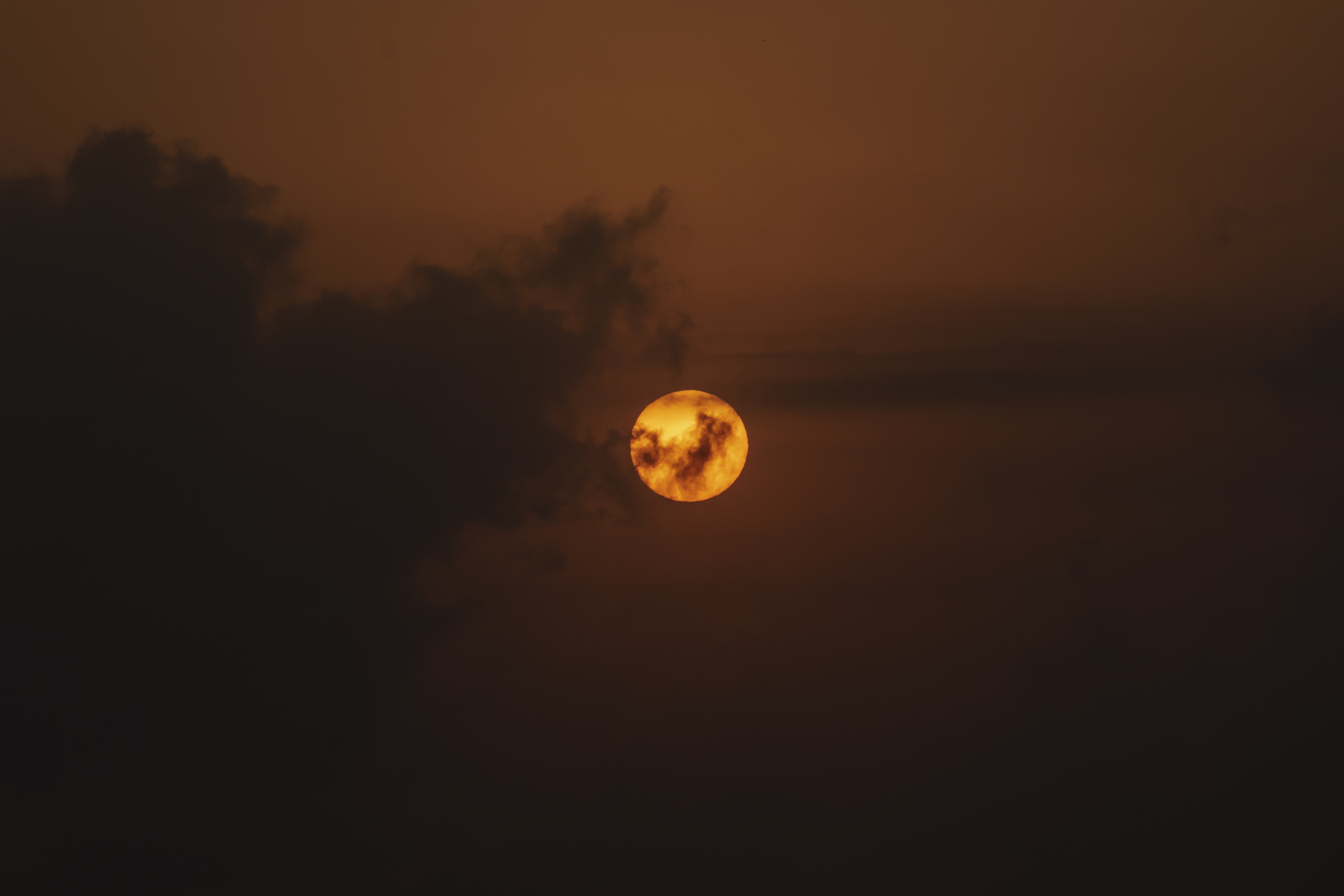